# Noma Dumezweni
Noma Dumezweni (nascida em 28 de julho de 1969, na Suazilândia) é uma atriz britânica. Ela recebeu dois Prêmios Laurence Olivier de Melhor Atriz Coadjuvante por sua atuação como Ruth Younger, em A Raisin in the Sun, no Lyric Hammersmith Theatre, em 2006, e por sua atuação como Hermione Granger, na série original do West End de Harry Potter e a Criança Amaldiçoada, em 2017. Ela reprisou o papel para a temporada original do show na Broadway e, em 2018, foi indicada ao Tony Award de Melhor Atriz em uma Peça.

## Vida pessoal
Nascida na Suazilândia, filha de pais sul-africanos, Noma Dumezweni viveu em Botsuana, Quênia e Uganda. Ela chegou à Inglaterra como refugiada em 17 de maio de 1977, com sua irmã e sua mãe. Ela morou primeiro em Felixstowe, Suffolk, onde foi educada, antes de se mudar para Londres . Ela tem uma filha, Qeiva, nascida em 2007.

## Teatro

### Início de carreira
O trabalho de Noma Dumezweni no teatro inclui:
- President of an Empty Room e The Hour We Knew Nothing Of Each Other,[5] no National Theatre, em Londres;[6]
- A Raisin in the Sun para Young Vic, no Lyric Hammersmith, em Londres[7] (recebeu seu primeiro prêmio Laurence Olivier de Melhor Atriz Coadjuvante);[8]
- Sonho de uma noite de verão,[9] O Mestre e Margarita,[10] Nathan, o Sábio, e The Coffee House, no Chichester Festival Theatre.[11]
- Seis personagens em busca de um autor, na produção do Chichester Festival, no Gielgud Theatre.[12][13]
- The Bogus Womanm, no Traverse e Bush.[14]

### Companhia Real de Shakespeare
Noma Domezweni se apresentou no Macbeth de 1999 com Anthony Sher, como a Primeira Bruxa. Em 2002, ela interpretou Charmian em Antony and Cleopatra e Ursula em Much Ado About Nothing, para a Companhia Real de Shakespeare (Royal Shakespeare Company - RSC). Em 2006, ela se apresentou em Breakfast with Mugabe.
Ela voltou à RSC em novembro de 2009. Na primavera de 2009, ela apareceu na produção da RSC de Conto do Inverno.  Ela também interpretou Olyana em The Grainstone, Calphurnia em Julius Caesar; a enfermeira em Romeu e Julieta, Morgan Le Fay em Le Morte d'Arthur, a Doutora em Little Eagles, e Alice em Adelaide Road.

### Outras peças de teatros
Em 2012, ela interpretou Rita em Belong, no Royal Court Theatre. Em 2013, ela interpretou Mistress Quickly e Alice em Henry V estrelando Jude Law no Noël Coward Theatre. No Royal Court, ela também interpretou a Sra. Twit in The Twits, uma adaptação teatral da história de Roald Dahl de mesmo nome.
Em 2013–2014, ela apareceu em A Human Being Died That Night, no Fugard Theatre, na Cidade do Cabo, e no Market Theatre em Joanesburgo (ambos na África do Sul), que mais tarde foi transferido para o Hampstead Theatre, em Londres. Em 2015, o show mudou para a Brooklyn Academy of Music (BAM) e ela foi elogiada por sua "performance impecável". Ela estrelou Linda no Royal Court Theatre de Londres em novembro de 2015, assumindo o papel deixado por Kim Cattrall alguns dias antes da noite de imprensa. Premiando a produção com cinco estrelas, o principal crítico de teatro do Daily Telegraph, Dominic Cavendish, escreveu: "Se der pra engarrafar e produzir em massa seja o que for que Noma Dumezweni tenha, então, por favor, quero pedir suprimento vitalício." Em 2014, ela interpretou Hippolita em 'Tis Pity She's A Whore no Sam Wanamaker Playhouse. Em 2015, ela interpretou Don José em Carmen Disruption, uma adaptação de Carmen de Georges Bizet.
Em dezembro de 2015, foi anunciado que Noma Dumezweni havia sido escalado como Hermione Granger em Harry Potter and the Cursed Child. No anúncio, a crítica de teatro Kate Maltby a descreveu como "uma atriz que sempre se envolve e cativa". A escalação da negra Noma Dumezweni como Hermione provocou uma discussão fervorosa, à qual JK Rowling respondeu que a pele de Hermione nunca foi especificada como branca. Em 2017, ela ganhou seu segundo Prêmio Laurence Olivier de Melhor Atriz Coadjuvante. Por causa de sua atuação no papel, Noma Dumezweni foi listada como uma das 100 mulheres da BBC, em 2018. Ela reprisou seu papel na Broadway no Lyric Theatre em 2018.
Em 2022, ela interpretou Nora Helmer em Lucas Hnath 's A Doll's House, Part 2.

## Televisão
Noma Dumezweni apareceu em vários programas de televisão e, em 2018, estrelou Black Earth Rising, o drama de Hugo Blick sobre o julgamento de criminosos de guerra. Ela interpretou a bióloga marinha Fiffany na série de comédia da HBO Max, Made for Love (2021–2022).
Em 2020, ela apareceu na série da HBO The Undoing, ao lado de Nicole Kidman, Hugh Grant e Donald Sutherland. A série recebeu várias indicações ao Globo de Ouro e ao Emmy Awards. Ela interpreta Haley Fitzgerald, uma poderosa advogada contratada por um psicoterapeuta rico de Nova York (Kidman) para representar seu marido (Grant), um médico oncologista pediátrico acusado do assassinato brutal de sua amante. Esse papel permitiu que Noma Dumezweni alcançasse o público americano graças ao sucesso da série.

## Filme
Noma Dumezweni teve vários papéis em longas-metragens, incluindo Miss Penny Farthing em Mary Poppins Returns da Disney em 2018. Em 2019, ela interpretou Edith Sikelo em O Menino que Descobriu o Vento, dirigido e estrelado por Chiwetel Ejiofor . Ela interpretou Dionne Davis no grande drama de Peter Hedges, The Same Storm, e o crítico Stephen Farber escreveu, sua "performance poderosa atinge a nota triste, mas modestamente esperançosa quando saímos do teatro". Ela foi escalada para um papel não revelado na adaptação live-action da Disney de A Pequena Sereia e se juntará a Liam Neeson no elenco do próximo filme Retribution.

## Créditos de atuação

### Filme
| Ano  | Título                         | Função                   | Notas        |
| ---- | ------------------------------ | ------------------------ | ------------ |
| 2002 | Coisas Bonitas e Sujas         | Célia                    |              |
| 2018 | O Retorno de Mary Poppins      | Senhorita Penny Farthing |              |
| 2019 | O Garoto Que Queria Ser Rei    | Sra. Lee                 |              |
| 2019 | O Menino Que Descobriu o Vento | Edith Sikelo             |              |
| 2023 | A Pequena Sereia               | Rainha Selina            | Pós-produção |
| 2023 | Retribution                    | Angela Brickmann         |              |

### Televisão
| Ano       | Título                                | Papel                            | Notas                        |
| --------- | ------------------------------------- | -------------------------------- | ---------------------------- |
| 2003      | Cidade de Holby                       | Hannah Keelan                    | 1 episódio                   |
| 2005      | Testemunha Silenciosa                 | DS Erin Jacobs                   | 1 episódio                   |
| 2005      | A conta                               | Gerente da Sociedade Construtora | 1 episódio                   |
| 2006      | Criaturas Misteriosas                 | Chanelle Pinkerton               | filme de televisão           |
| 2006      | Cidade de Holby                       | Hesta Mukaka                     | 1 episódio                   |
| 2006      | Depois de Thomas                      | Paula Murray                     | filme de televisão           |
| 2007      | Sem Vergonha                          | Sra. Novo homem                  | 1 episódio                   |
| 2007      | Anjo caído                            | carla                            | 1 episódio                   |
| 2007      | Novos Truques                         | Sophie Oyekambi                  | 1 episódio                   |
| 2007      | EastEnders                            | DC Wright                        | 1 episódio                   |
| 2008      | O Último Inimigo                      | Valéria                          | 1 episódio                   |
| 2008      | A Cor da Magia de Terry Pratchett     | marquesa                         | filme de televisão           |
| 2008      | Cair                                  | Joyce Abena                      | filme de televisão           |
| 2008–2009 | Doutor quem                           | Capitã Erisa Magambo             | 2 episódios                  |
| 2012      | Acidente                              | Marsha Chilcot                   | 2 episódios                  |
| 2013      | Frankie                               | Angie Rascoe                     | 6 episódios                  |
| 2015      | Assassinatos Midsomer                 | Ailsa Probert                    | 1 episódio                   |
| 2015      | Capital                               | Torresmos                        | 2 episódios                  |
| 2015      | Acidente                              | Susan Blossom                    | 1 episódio                   |
| 2017      | Os sonhos elétricos de Philip K. Dick | Agente Sênior Okhile             | 1 episódio                   |
| 2018      | Terra Negra Nascente                  | Alice Munezero                   | papel principal, 7 episódios |
| 2020      | Pessoas normais                       | Gillian                          | 1 episódio                   |
| 2020      | a ruína                               | Haley Fitzgerald                 | Minissérie, 4 episódios      |
| 2021      | Natureza                              | Narrador                         | 1 episódio                   |
| 2021      | Pose                                  | Tasha Jackson                    | 1 episódio                   |
| 2021–2022 | Feito Para o Amor                     | Fiffany                          | Papel principal              |
| 2022      | O Vigia                               | Theodora Birch                   |                              |

### Palco
| Ano       | Título                                  | Papel                  | Teatro                |
| --------- | --------------------------------------- | ---------------------- | --------------------- |
| 2002      | Antônio e Cleópatra                     | presidente             | Teatro Real Haymarket |
| 2008      | A Hora Em Que Nada Sabíamos Um Do Outro |                        | Teatro Nacional Real  |
| 2014      | Henrique V                              | Mistress Quickly/Alice | Teatro Noël Coward    |
| 2016–2018 | Harry Potter e a Criança Amaldiçoada    | Hermione Granger       | Palácio Teatro        |
| 2016–2018 | Harry Potter e a Criança Amaldiçoada    | Hermione Granger       | Teatro Lírico         |
| 2022      | Uma Casa de Bonecas, Parte 2            | Nora Helmer            | Armazém Donmar        |

### Rádio
No rádio, ela apareceu em Jambula Tree, Seven Wonders of the Divided World, From Fact to Fiction, From Freedom to the Future, Handprint, Jane's Story, Sagila, Shylock, The Farming of Bones, The No. 1 Ladies Detective Agency, The Seven Ages of Car, The Bogus Woman e Breakfast with Mugabe.
Ela dublou vários papéis nas gravações dramáticas da BBC Radio 4 de Ursula K. Le Guin 's Earthsea e The Left Hand of Darkness. De 2004 a 2014, ela dublou personagens de forma intermitente para a longa BBC Radio 4 The No. 1 Ladies' Detective Agency.[carece de fontes?]

### Audiolivros
Ela dublou a série de aventura para jovens adultos Steeplejack de AJ Hartley, que se passa em um mundo imaginário vagamente parecido com a África do Sul vitoriana.

## Prêmios e reconhecimentos
| Ano  | Prêmio                          | Categoria                                  | Trabalhos                            | Resultado |
| ---- | ------------------------------- | ------------------------------------------ | ------------------------------------ | --------- |
| 2006 | Prêmio Laurence Olivier         | Melhor Performance Coadjuvante em uma Peça | A Raisin in the Sun                  | Venceu    |
| 2016 | Prêmio Evening Standard Theatre | Melhor Atriz em Papel Principal            | Linda                                | Indicada  |
| 2017 | Prêmio Laurence Olivier         | Melhor Atriz Coadjuvante em uma Peça       | Harry Potter e a Criança Amaldiçoada | Venceu    |
| 2018 | Prêmio Tony                     | Melhor Atriz Coadjuvante em uma Peça       | Harry Potter e a Criança Amaldiçoada | Indicada  |
| 2018 | Prêmio Drama League             | Performance distinta                       | Harry Potter e a Criança Amaldiçoada | Indicada  |
| 2018 | Prêmio Mundial do Teatro        | Prêmio Mundial do Teatro                   | Harry Potter e a Criança Amaldiçoada | Venceu    |